# Sint-Gillis-Waas
Sint-Gillis-Waas ist eine belgische Gemeinde in der Region Flandern mit 20.144 Einwohnern (Stand 1. Januar 2024).

## Lage
Die Gemeinde liegt im Norden Flanderns unmittelbar an der niederländischen Grenze. Sie besteht neben dem Hauptort noch aus den drei Ortsteilen De Klinge, Meerdonk und Sint-Pauwels.
Sint-Niklaas liegt 6 Kilometer südöstlich, Antwerpen 20 km östlich, Gent 34 km südwestlich und Brüssel etwa 45 km südöstlich (alle Angaben in Luftlinie bis zu den jeweiligen Stadtzentren).

## Verkehr
Die nächsten Autobahnabfahrten befinden sich bei Sint-Niklaas und Haasdonk an der A14/E17.
In Beveren, Nieuwkerken-Waas und Sint-Niklaas befinden sich die nächsten Regionalbahnhöfe und in  Antwerpen und Gent halten auch überregionale Schnellzüge.
Bei Antwerpen befindet sich der Regionalflughafen Antwerpen  und nahe der Hauptstadt Brüssel gibt es den internationalen Flughafen Brüssel-Zaventem.

## Städtepartnerschaft
Seit 2000 besteht eine Partnerschaft mit der portugiesischen Stadt Águeda.

## Söhne und Töchter der Gemeinde
- Gustaaf Deloor (1913–2002), Radrennfahrer, geboren in De Klinge
- Marianne Thyssen (* 1956), Politikerin
- Chris De Stoop (* 1958), Journalist und Schriftsteller
- Stéphane Van der Heyden (* 1969), Fußballspieler und -trainer
- Tom Steels (* 1971), Radrennfahrer

## Nachweise
1. ↑  Gemeinde-Website – Jumelage niederländisch, abgerufen am 4. August 2017